# Route nationale 56 (Madagascar)
Pour les articles homonymes, voir Route nationale 56.
La route nationale 56 (N 56) est une route nationale s'étendant d'Arivonimamo et se termine à la base aérienne d'Arivonimamo à Madagascar.

## Description
La route nationale 56 parcourt 2,7 kilomètres dans la région d'Itasy au centre de Madagascar.
Elle part de la N 1 à Arivonimamo et se dirige vers le sud jusqu'à la base aérienne d'Arivonimamo.